# Velký Děd
Velký Děd (historyczna nazwa niem. Großer Vater Berg) – szczyt o wysokości 1408 m n.p.m. (podawana jest też wysokość 1379 m n.p.m. , 1379,2 m n.p.m. , 1402,5 m n.p.m. lub 1408,0 m n.p.m. ) w paśmie górskim Wysokiego Jesionika (cz. Hrubý Jeseník), w północno-wschodnich Czechach, w Sudetach Wschodnich, na Morawach, w obrębie gminy Loučná nad Desnou, oddalony o około 1 km na zachód od szczytu góry Pradziad (cz. Praděd). Rozległość szczytu wraz ze stokami (powierzchnia stoków) szacowana jest na około 3,0 km², a średnie nachylenie wszystkich stoków wynosi około 13°.

## Charakterystyka
Velký Děd z uwagi na nieprzekraczającą minimalną wysokość pomiędzy szczytem i najniższym punktem przełęczy (minimalna deniwelacja względna) w kierunku góry Pradziad (min. 5 m) nie jest przez niektórych autorów zaliczony jako odrębna góra. Traktowany raczej jako wydłużenie stoku góry Pradziad.

### Lokalizacja

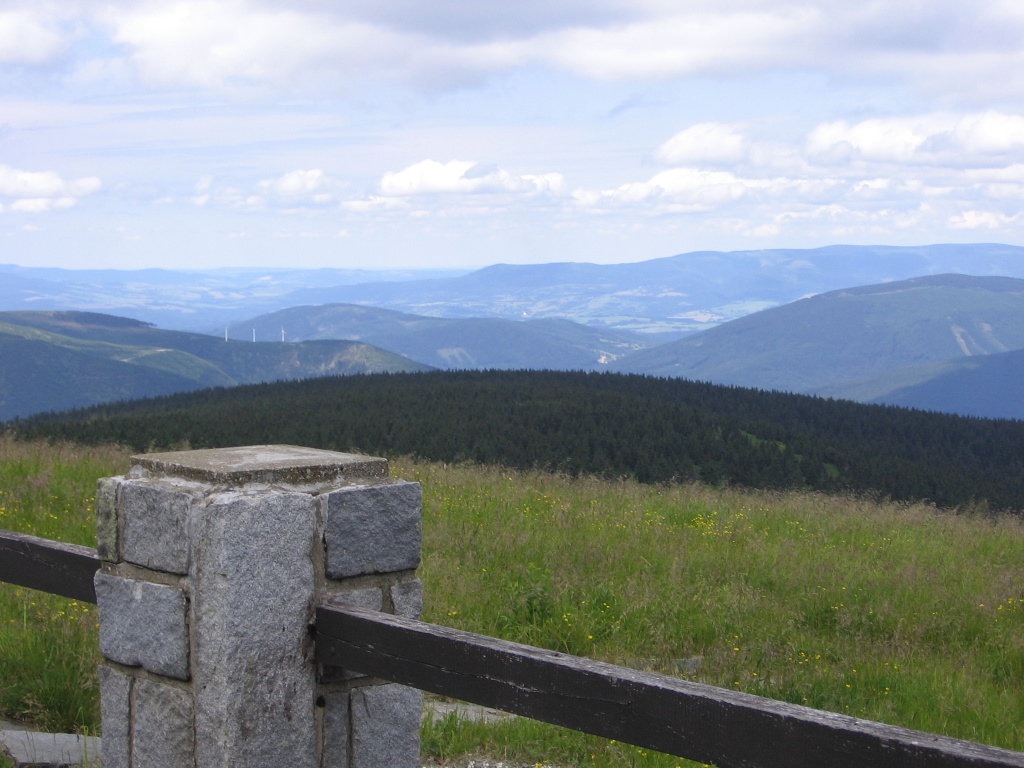
Widok z drogi okalającej połać szczytową na górze Pradziad w kierunku szczytu Velký Děd (2011 rok)

Szczyt Velký Děd położony jest w centrum pasma Wysokiego Jesionika, leżący w części Wysokiego Jesionika, północno-wschodnim obszarze (mikroregionu) o nazwie Masyw Pradziada (cz. Pradědská hornatina), przy górze Pradziad. Jest szczytem rozpoznawalnym i widocznym z drogi okalającej połać szczytową góry Pradziad czy też z innego charakterystycznego punktu widokowego – z drogi okalającej szczyt góry Dlouhé stráně, w linii patrzenia na górę Pradziad. Bardzo dobrze widoczny np. z czerwonego szlaku rowerowego  w pobliżu góry Velká Jezerná. Jest siódmym co do wysokości szczytem Wysokiego Jesionika (po szczytach: Pradziad, Vysoká hole, Vysoká hole–JZ, Petrovy kameny, Keprník i Kamzičník) i szóstym w Masywie Pradziada. 
Szczyt wraz ze stokami ograniczają: od północy i zachodu dolina potoku Česnekový potok (1) (żleb Česnekový důl), od południa żleb Divoký důl (pol. Dziki wąwóz) oraz od południowego wschodu mało wybitna przełęcz o wysokości 1407 m n.p.m. w kierunku szczytu Pradziad. W otoczeniu szczytu Velký Děd znajdują się następujące szczyty: od wschodu Pradziad, od południowego zachodu Divoký kámen, od północnego zachodu Velký Jezerník–JZ i Velký Jezerník oraz od północy Malý Děd.

### Szczyt

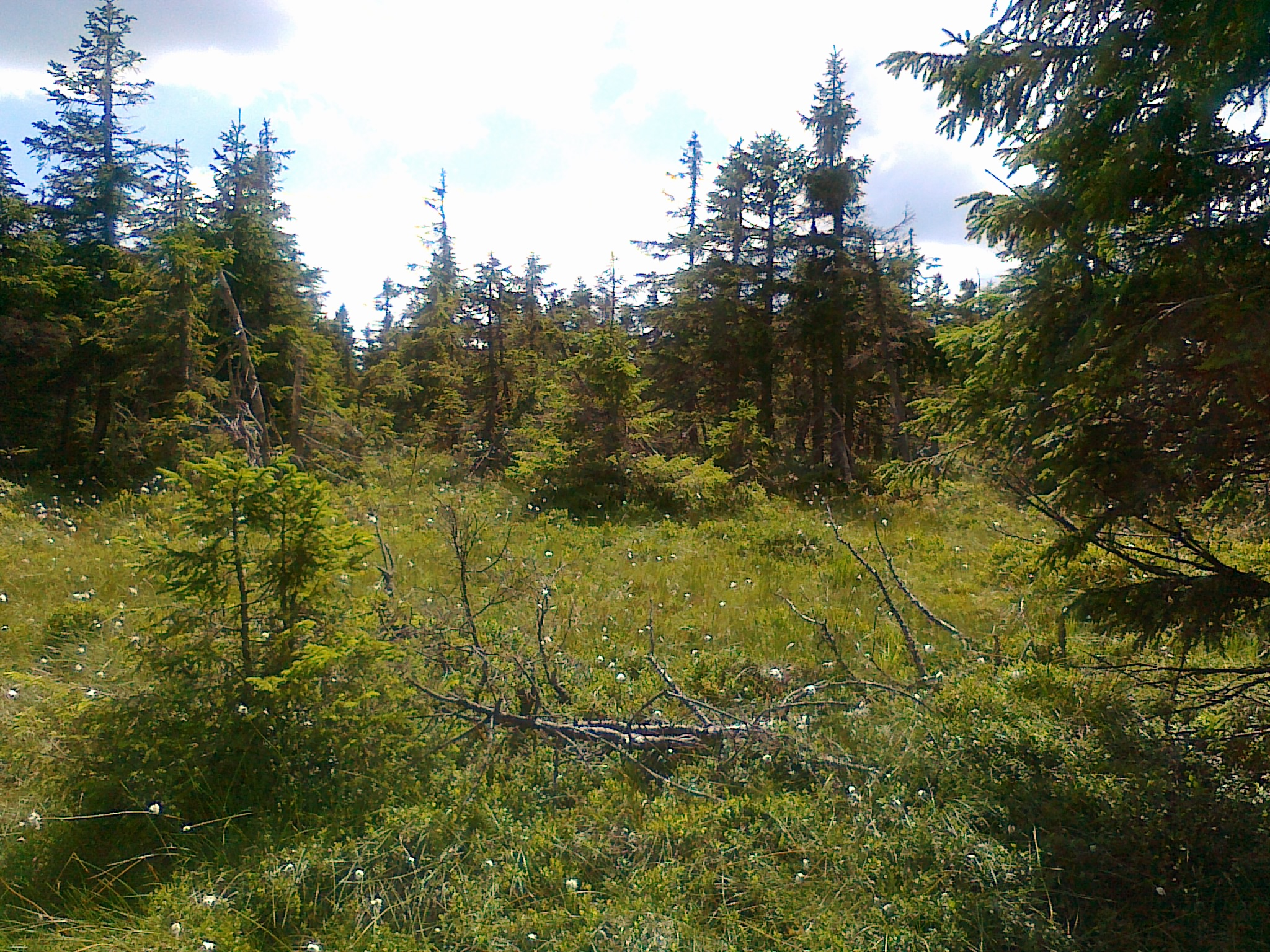
Widok na szczyt Velký Děd (2015 rok)

Połać szczytowa znajduje się wśród niewielkiego przerzedzenia drzewostanu boru świerkowego, pokryta trawą wysokogórską. Występują na niej niewielkie rozpadliny wypełnione wodą. Na połaci szczytowej nie ma punktu geodezyjnego. Główny punkt geodezyjny, oznaczony na mapach geodezyjnych numerem (25.), o wysokości 1379,43 m n.p.m. oraz współrzędnych geograficznych położony jest około 500 m na północny zachód od szczytu (50°05′10,16″N 17°12′38,55″E/50,086156 17,210708). Państwowy urząd geodezyjny o nazwie (cz. Český úřad zeměměřický a katastrální (CÚZK)) w Pradze podaje jako najwyższy punkt – szczyt – o wysokości 1407,9 m n.p.m. i współrzędnych geograficznych (50°05′05,9″N 17°13′02,6″E/50,084972 17,217389). Na niektórych mapach przyjęto jako szczyt góry położenie głównego punktu geodezyjnego (25.) – stąd rozbieżności dotyczące jego usytuowania . Szczyt z uwagi na zalesienie nie jest punktem widokowym i jest rozpoznawalny orientacyjnie.
Dojście do szczytu następuje ze skrzyżowania turystycznego o nazwie (cz. Praděd (rozc.)) z podaną na tablicy informacyjnej wysokością 1420 m, od którego biegnie nieoznakowana ścieżka w dół, którą należy przebyć orientacyjnie odcinek o długości około 400 m, a następnie należy skręcić w lewo i po około 170 m orientacyjnie dotrzeć do szczytu. Z uwagi na ochronę cennego ekosystemu całego utworzonego tu narodowego rezerwatu przyrody Praděd dojście na szczyt nie jest zalecane. 

### Stoki
W obrębie szczytu można wyróżnić trzy następujące zasadnicze stoki:
- północny
- zachodni
- południowo-zachodni

Występują tu wszystkie typy zalesienia: bór świerkowy, las mieszany oraz las liściasty, przy czym dominuje zalesienie borem świerkowym. U podnóża stoku zachodniego, blisko żlebu Česnekový důl naprzemienne występują znaczne obszary różniące się wysokością zalesienia. Na stokach występują przerzedzenia oraz liczne polany. Ponadto na stoku południowo-zachodnim występują liczne skaliska i grupy skalne.
Stoki mają stosunkowo niejednolite i mało zróżnicowane nachylenia. Średnie nachylenie stoków waha się bowiem od 12° (stok północny) do 14° (stok zachodni i południowo-zachodni). Średnie nachylenie wszystkich stoków (średnia ważona nachyleń stoków) wynosi około 13°. Maksymalne średnie nachylenie stoku południowo-zachodniego, w pobliżu grup skalnych na odcinku 50 m nie przekracza 55°. Poza wytyczonym jedynym szlakiem turystycznym (żleb Divoký důl), stoki pokryte są siecią nielicznych na ogół nieoznakowanych ścieżek i duktów. Przemierzając je zaleca się korzystanie ze szczegółowych map, z uwagi na zawiłości ich przebiegu, zalesienie oraz zorientowanie w terenie.

### Geologia
Pod względem geologicznym Velký Děd ze stokami należy do jednostki określanej jako kopuła Desny i zbudowany jest ze skał metamorficznych, głównie: gnejsów (biotytów, chlorytów i muskowitów), fyllonitów i amfibolitów.

### Wody
Grzbiet główny (grzebień) góry Pradziad, biegnący od przełęczy Skřítek do przełęczy Červenohorské sedlo oraz dalej do przełęczy Ramzovskiej (cz. Ramzovské sedlo) jest częścią granicy Wielkiego Europejskiego Działu Wodnego, dzielącej zlewiska Morza Bałtyckiego i Morza Czarnego . 
Szczyt wraz ze stokami położony jest na południowy zachód od tej granicy, należy więc do zlewni Morza Czarnego, do którego płyną wody m.in. z dorzecza Dunaju, będącego przedłużeniem płynących z tej części Wysokiego Jesionika górskich potoków (m.in. płynącego potoku o nazwie Česnekový potok (1)). Ze stoków płynie kilka krótkich, nienazwanych potoków będących dopływami potoków o nazwie Česnekový potok (1) i nienazwanego potoku płynącego w żlebie Divoký důl. 

#### Wodospady
Atrakcją dla miłośników pięknych krajobrazów są wodospady, znajdujące się przy stokach w żlebach płynących tam potoków.
| Wodospady przy stokach Velký Děd |                          |                                              |                                                                                         |                               |                               |
| Lp.                              | Wodospad                 | Potok                                        | Lokalizacja                                                                             | Wysokość bezwzględna m n.p.m. | Wysokość wodospadu m          |
| 1                                | Divoký kámen             | nienazwany dopływ rzeki Desná (Divoká Desná) | stok południowo-zachodni, żleb Divoký důl, około 1,4 km na południowy zachód od szczytu | 996                           | 2; 3                          |
| 2                                | Vodopád Česnekového dolu | Česnekový potok (1)                          | stok zachodni, żleb Česnekový důl, około 1,4 km na północny zachód od szczytu           | 995–1165                      | 2; 4; 2; 2; 2,5; 2; 2; 2; 2,5 |

## Ochrona przyrody
Szczyt oraz znaczna część stoków, oprócz dolnej partii stoku zachodniego znajduje się w obrębie narodowego rezerwatu przyrody Praděd o powierzchni około 2031 ha, powstałego w 1991 roku z połączenia 6 odrębnych rezerwatów przyrody, w tym rezerwatu przyrody Divoký důl, będącego częścią wydzielonego obszaru objętego ochroną o nazwie Obszar Chronionego Krajobrazu Jesioniki (cz. Chráněná krajinná oblast (CHKO) Jeseníky), a utworzonego w celu ochrony utworów skalnych, ziemnych i roślinnych oraz rzadkich gatunków zwierząt. Na stokach nie utworzono żadnych obiektów nazwanych pomnikami przyrody oraz nie wytyczono żadnych ścieżek dydaktycznych.

### Rezerwat przyrody Divoký důl

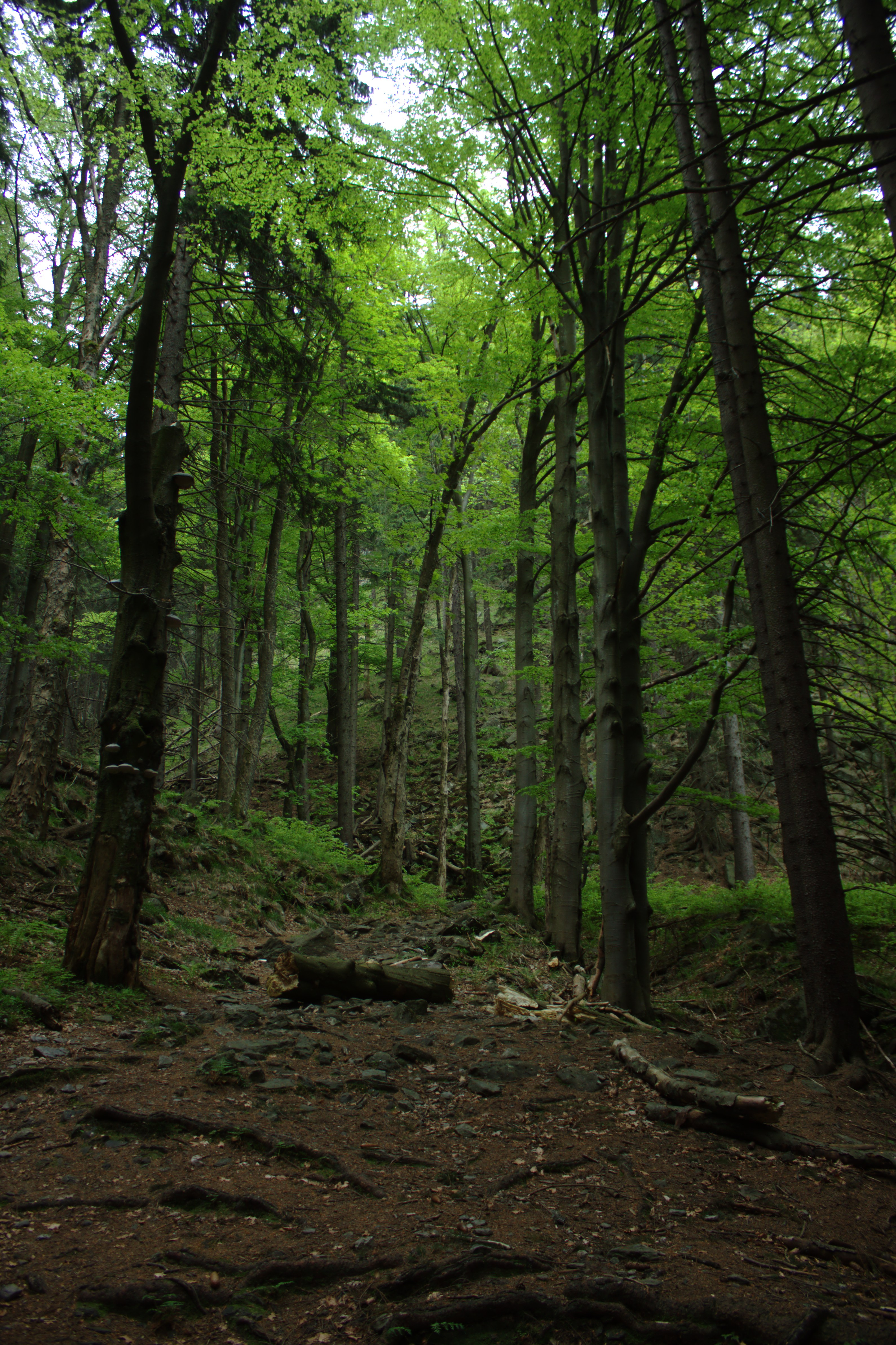
Rezerwat przyrody Divoký důl (2016 rok)

Dawny rezerwat przyrody Divoký důl został utworzony w 1955 roku na obszarze około 138,4 ha wzdłuż żlebu Divoký důl i płynącego w nim potoku w celu ochrony naturalnego boru świerkowego i znajdującej się w jego otoczeniu roślinności wysokogórskiej. Potok ma bystry, wartki nurt. Pokonuje na odcinku 2,6 km i różnicy wysokości 450 m liczne progi i kaskady z omszałymi, zielonymi kamieniami znajdującymi się w korycie. W dolinie występują liczne głazy i gnejsowe skały (m.in. Divák i Čert). Skaliste klify pokryte rdzenną roślinnością skalną z przewagą świerku oraz nielicznych jodeł, buków i klonów. W górnej części rezerwatu występują polany i górskie łąki z bogatą roślinnością. Przez rezerwat wytyczono niebieski szlak turystyczny , na odcinku 2,8 km pomiędzy skrzyżowaniami turystycznymi: U Kamenné chaty, z podaną na tablicy informacyjnej wysokością 860 m i Pod Pradědem, z podaną na tablicy informacyjnej wysokością 1410 m (z uwagi na potencjalne niebezpieczeństwo spadających konarów na trasie przejście niezalecane w czasie deszczu lub silnych wiatrów). Rezerwat jest historycznym miejscem gniazdowania sokoła wędrownego. W 1991 roku rezerwat włączono do utworzonego kompleksowego narodowego rezerwatu przyrody Praděd.

## Turystyka
W obrębie szczytu i stoków nie ma żadnego schroniska turystycznego lub hotelu górskiego. W odległości około 1,9 km na północ od szczytu znajduje się najstarsze schronisko w paśmie Wysokiego Jesionika Švýcárna. Poza tym w odległości około 2,2 km w kierunku południowo-wschodnim od szczytu, przy drodze Hvězda – Pradziad, na stoku góry Petrovy kameny znajdują się hotele górskie: Ovčárna i Figura oraz schronisko Sabinka. Nieco bliżej, bo około 1 km na wschód od szczytu, na wieży Pradziad: hotel Praděd, około 1,3 km na południowy wschód od szczytu schronisko Barborka i około 1,1 km na południowy wschód od szczytu hotel Kurzovní chata. 

### Chaty łowieckie
W odległości około 800 m na południowy zachód od szczytu, na stoku południowo-zachodnim znajduje się (cz. Dědova chata), ale nie ma ona charakteru typowego schroniska turystycznego, a którą zalicza się do tzw. chat łowieckich. Dojście do niej następuje nieoznakowaną ścieżką ze skrzyżowania turystycznego Pod Pradědem, przy wykorzystaniu szczegółowych map.

### Szlaki turystyczne, rowerowe i trasy narciarskie
Klub Czeskich Turystów (cz. Klub Českých Turistů) wytyczył w obrębie stoków jeden szlak turystyczny na trasie:
 Kouty nad Desnou – dolina rzeki Divoká Desná – U Kamenné chaty – narodowy rezerwat przyrody Praděd – Velký Děd – szczyt Pradziad
W obrębie stoków nie wyznaczono żadnego szlaku rowerowego oraz nie wytyczono żadnej trasy narciarstwa biegowego, ani żadnej trasy narciarstwa zjazdowego.